# 강인희 (공무원)
강인희(姜仁熙, 1935년~1983년 10월 9일)는 대한민국의 관료이다.

## 생애
1935년 경상남도 진주에서 태어났다. 진주고등학교와 연세대학교 정경대학을 졸업한 후 성균관대학교에서 석사 학위를 취득했다.
1961년 경제기획원 제3차 산업국 사무관이 되어 관료 생활을 시작했다. 이후 인도로 유학을 떠나 델리 대학교에서 경제학 박사 학위를 취득했다.
1968년 농림부 서기관으로 부임하면서 농업 관료가 되었으며 주이탈리아 대사관 농무관, 농업개발국장, 농정차관보, 식량차관보 등을 지냈다. 1983년 7월에 대한민국 농수산부 차관에 올랐으며 같은 해 10월 9일 미얀마 순방 중에 아웅산 묘역 테러 사건에 휘말려 순직했다.
| 전임 남욱 | 제29대 대한민국 농수산부 차관 1980년 7월 19일~1983년 10월 9일 | 후임 류종탁 |